# Andrés Bonifacio

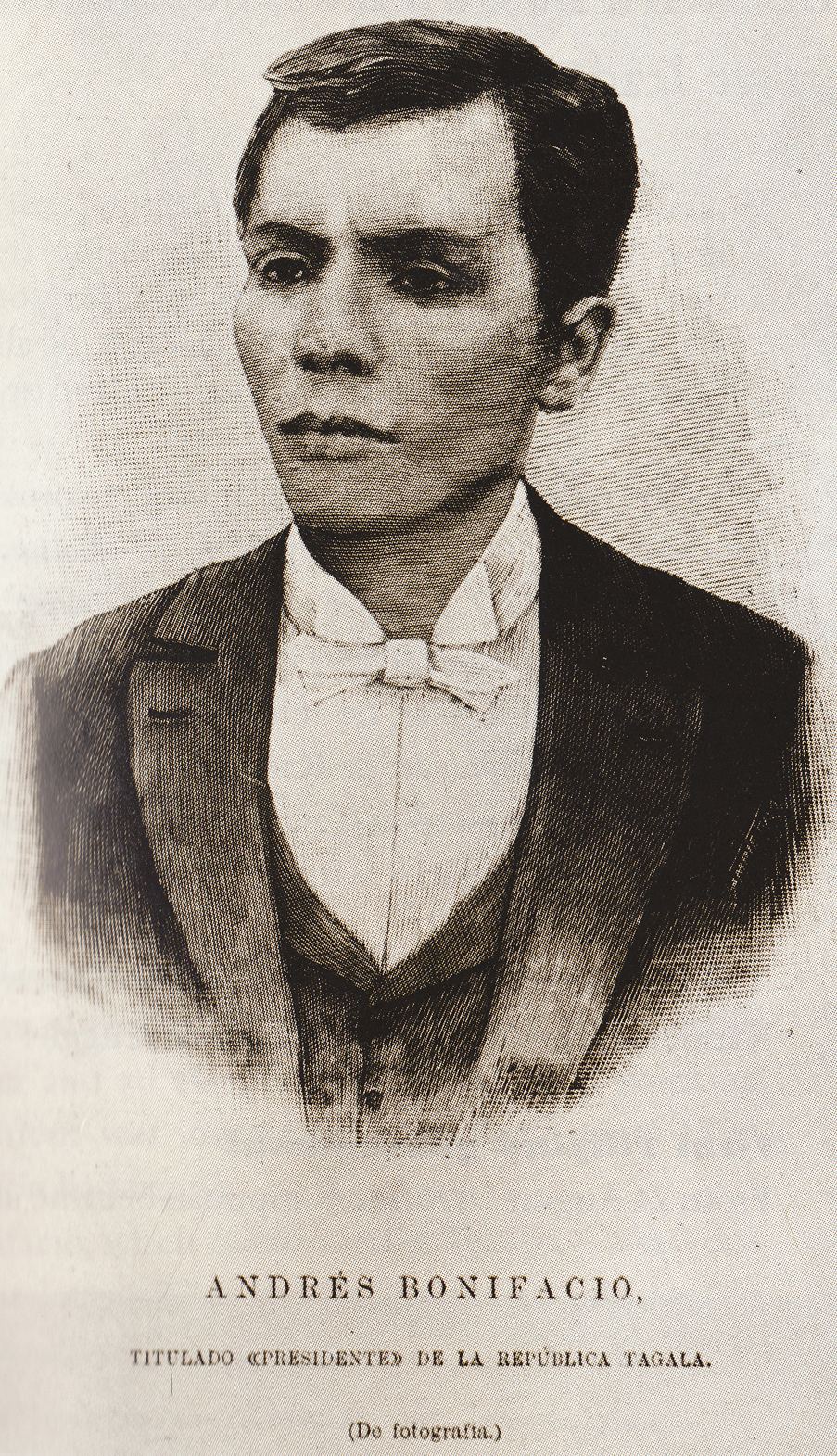
Andrés Bonifacio.

Andrés Bonifacio y de Castro, född 30 november 1863 i Tondo, Manila, död 10 maj 1897, var en filippinsk revolutionsledare som gjorde uppror mot den spanska kolonialismen, vilket var det första upproret i Asien mot den europeiska kolonialismen. Hans födelsedag 30 november firas som Bonifacios dag (Kaarawan ni Bonifacio) på Filippinerna, och är allmän helgdag.
Andrés Bonifacios far var filippiner och hans mor spansk mestis. Tidigt faderlös, fick han som ung försörja familjen, och blev senare anställd vid utländska bolag. Han blev enligt legenden influerad av böcker om franska revolutionen, Les Miserables, och romaner av den inhemske författaren och senare nationalhjälten Jose Rizal. Bonifacio var medlem av frimurarna och La Liga Filipina, det senare en förening ledd av Rizal som sökte reformera det spanska herraväldet. La Liga förbjöds, och Bonifacio deporterades då till Dapitan på ön Mindanao.
Samma natt Rizal arresterades, 7 juli 1892, bildade Bonifacio den hemliga revolutionsgruppen Katipunan. Syftet var att skapa Tagalogska republiken (Republika ng Katagalugan), där "tagalog" syftar på Filippinerna, och inte en etnisk grupp. Katipunan skulle 1896 starta Filippinska revolutionen. Bonifacios nom de guerre var Maypagasa (det finns hopp). Under denna tid skrev han flera patriotiska dikter på tagalog. Precis innan revolutionen utbröt, bildade han en revolutionsregering och satte sig själv som president.
Bonifacios egna strävanden att ena folket till en revolution var allt annat än framgångsrik, men ämbetsmän som delade hans idéer hade större framgång, däribland Emilio Aguinaldo. Efter ett möte där Katipunan förenades med två konkurrerande revolutionsgrupper, Magdalo och Magdiwang, fick Bonifacio lämna ifrån sig ledarskapet över revolutionen. Han anklagades för inkompetens och okunskap av de andra revolutionsledarna, och han trodde själv att det var en komplott, varför han slutligen tog sin grupp och bröt sig ur förbundet. Detta ledde till att han förklarades vara en förrädare, och konkurrenterna dömde honom till döden. Gerillasoldater från Magdalo hann ikapp honom, dödade hans ena bror, och tillfångatog honom och hans andra bror. 10 maj 1897 avrättades de. En bonde fann senare hans kvarlevor, och då upprättades ett museum till hans ära. Hans kropp försvann dock slutligen under andra världskriget när japanerna förstörde museet.